# Alexander Bean
Alexander "Sawney" Bean(e) was de patriarch van een veertig leden tellende clan in de 16e eeuw in Schotland. Hij werd geëxecuteerd voor de moord op en kannibalisme van meer dan duizend mensen, samen met zijn familie.
Het verhaal verschijnt in de Newgate Calender, een catalogus van het notoire Newgate Prison van Londen. Veel historici betwijfelen dat Sawney Bean ooit bestaan heeft, maar het verhaal is nu legende en wordt gebruikt door de toeristenindustrie van Edinburgh.
Het verhaal over Bean vormde de inspiratie voor regisseur Wes Craven tot het maken van de horrorfilm The Hills Have Eyes.